# Stictocephala tauriniformis
Stictocephala tauriniformis är en insektsart som beskrevs av John S. Caldwell 1949. Stictocephala tauriniformis ingår i släktet Stictocephala och familjen hornstritar. Inga underarter finns listade i Catalogue of Life.